# Râul Cârligate
Râul Cârligate este un curs de apă, afluent al râului Iada. 